# Jupille-sur-Meuse
Jupille-sur-Meuse is een plaats in de Belgische provincie Luik en een deelgemeente van de provinciehoofdstad Luik. Tot 1963 was de officiële naam Jupille. De plaats ligt op de rechteroever van de Maas, een viertal kilometer stroomafwaarts vanuit het centrum van Luik. Door bebouwing en industrie is de kern vergroeid met de stedelijke kern van Luik.
Het Jupiler-bier, genoemd naar de gemeente, wordt hier gebrouwen in de brouwerij Piedbœuf (AB InBev groep).

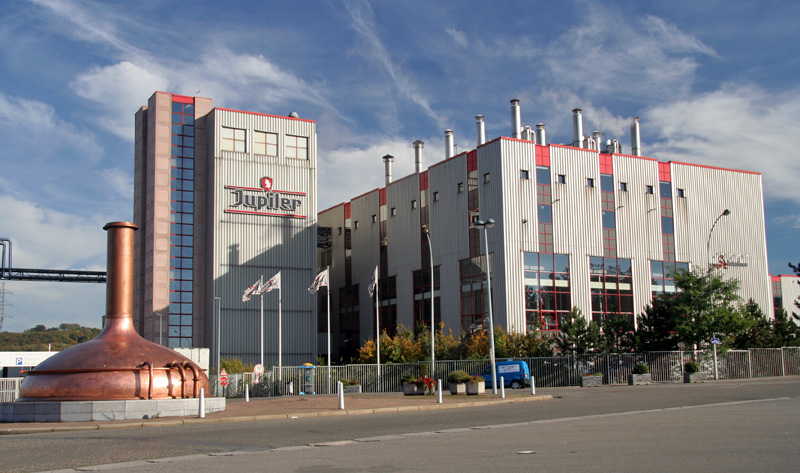
De brouwerij Piedbœuf in Jupille-sur-Meuse.

## Toponymie
Jupille zou afgeleid zijn van Iovis villa (villa Jupiter).
Jupille werd voor het eerst als zodanig genoemd in 687, als Iopiliensis. In 1505 was dat Juppille, later Jupille en vanaf 1963 officieel Jupille-sur-Meuse.

## Geschiedenis
Jupille werd voor het eerst vermeld als Romeinse villa, gelegen aan de heerbaan van Tongeren naar Trier. Vanaf 1872 werden opgravingen uitgevoerd die de fundamenten van een Romeinse villa uit de 2e eeuw blootlegden. Het Maasdal verbreedde zich bij Jupille sterk, en er werd veel sediment werd afgezet, dat vooral door de Ourthe werd aangevoerd. Daardoor ontstond hier een voorde waar de Maas gedurende het zomerseizoen zonder hulpmiddelen kon worden doorwaad. Mogelijk beschikten de Romeinen over een stenen brug, welke dan later verloren is gegaan. Het traject tot Jupille stond in de middeleeuwen bekend als Chaussée Brunehaut, en het deel vanaf Jupille als Voie des Ardennes.
In de 8e eeuw was de streek tussen Luik, Maastricht en Aken het kerngebied van de Karolingen. Omdat het oversteken van de Maas in het winterseizoen niet mogelijk was, bouwde men in deze tijd aan weerszijden van de Maas (in Herstal en Jupille) een burcht (palts). Iets verder naar het zuidoosten, in Vaux-sous-Chèvremont, lag de burcht en het klooster Chèvremont, waar Pepijn de Korte (714-768), en mogelijk ook diens zoon Karel de Grote (742-814), geboren werd (hoewel ook Mürlenbach en Ingelheim worden genoemd als mogelijke geboorteplaatsen van Karel). Jupille was de zetel van een groot Karolingisch domein.
In 881 werden vele gebouwen in dit gebied door de Vikingen verwoest. In 995 was Giselbert II heer van Jupille. In 1008 werd het domein geschonken aan het kapittel van de Kathedraal van Verdun, wat een vrije stad was die rechtstreeks onder het Heilige Roomse Rijk viel. In 1200 werd te Jupille een hof gevestigd waaronder de uitgebreide bezittingen van dit kapittel ressorteerden. In 1266 werd het domein Jupille verkocht aan het Sint-Lambertuskapittel te Luik en vervolgens aan de Prinsbisschop van Luik. De plaats Jupille werd door de prinsbisschoppen, die behoefte aan geld hadden, uitgegeven als heerlijkheid.
In 1812, begon de firma Piedbœuf met de fabricage van brouwerijmateriaal, en in 1852 begon men met brouwen van bier. Piedbœuf groeide vervolgens uit tot een der grootste brouwerijen van België, met Jupiler als bekendste merk.

## Bezienswaardigheden
- Vieux-Jupille, beschermd stadsgezicht
- Sint-Amanduskerk
- Sint-Jozefkerk
- Sint-Rochuskapel
- Kapel van Cascognî, nabij Rue de Visé 250, een aan Sint-Rochus gewijde kapel van 1849.
- Onbevlekte Ontvangeniskapel, aan Rue de la Chapelle, van 1845.
- Kasteel van Fayenbois
- Kasteel Piedboeuf met Tour Charlemagne
- Gerechtssteen
- Cité des Cortils, een tuindorp
- Lavoir
- Gietijzeren dorpspomp, uit de 19e eeuw, nabij Rue En Mi La Ville 22 b
- Monument voor Mathieu Bodson, een verzetsstrijder die in 1916 door de Duitse bezetter werd gefusilleerd.
- Diverse woningen, in vakwerkstijl, in natuursteen, in art-nouveaustijl
- Brouwerij Piedbœuf, met de Tour Pietboeuf van 1935-1939.

## Natuur en landschap
Jupille-sur-Meuse ligt aan de Maas, in de Luikse agglomeratie. Aan de Maas vindt men industrie, waarvan Piedboeuf wel de belangrijkste is. Tegenover Jupille ligt het schiereiland Monsin, waarop vooral industrie is te vinden. Naar het oosten zijn er hellingen naar het Land van Herve. Deels liggen hier hellingbossen, zoals het Bois des Houlbais in het noordoosten. In het zuidoosten ligt het bosrijke domein van het Kasteel van Fayenbois.

## Verkeer
Net ten noorden van de deelgemeente, langs de oevers van de Maas, loopt de snelweg A25/E25. In 1930 werd de Pont-barrage de Monsin geopend, die Jupille met Herstal verbindt via het eiland Monsin.
In 1861 werd de Spoorlijn 40 Luik - Maastricht geopend. Tot 1956 bestond hier nog het station Jupille.

## Demografische ontwikkeling
- Bronnen: NIS en stad Luik - Opm:1831 t/m 1970=volkstellingen; 1976= inwoneraantal op 31 december

## Geboren
- Pepijn de Korte (714/715-768), koning der Franken
- Marcel Dupont (1917-2008), wielrenner

## Nabijgelegen kernen
Bressoux, Grivegnée, Beyne-Heusay, Fléron, Bellaire, Wandre, Herstal
Deelgemeenten: Angleur · Bressoux · Chênée · Glain · Grivegnée · Jupille-sur-Meuse · Luik · Rocourt · Wandre

Wijken: Amercœur · Burenville · Bois-de-Breux · Centre · Cointe · Droixhe · Guillemins · Kinkempois · Laveu · Longdoz · Nord · Outremeuse  · Saint-Laurent · Sainte-Marguerite · Sainte-Walburge · Sart-Tilman · Sclessin · Thier-à-Liège · Vennes

Subwijken: Avroy · Coronmeuse · Cornillon · Fétinne · Naimette-Xhovémont · Pierreuse · Saint-Gilles · Saint-Léonard

Buurten: Le Carré · Féronstrée et Hors-Château · Quartier latin

Belgische gemeenten · arrondissement Luik · provincie Luik · Wallonië